# اللسعة (نجم)
اللسعة (بالإنجليزية: Upsilon Scorpii)‏ هو نجم في كوكبة العقرب . لديها اسم تقليدي Lesath مشتق من العربية
لها قدر ظاهري 2.7 وينتمي إلى الفئة الطيفية B2 . ويبعد حوالي 519 سنة ضوئية عن الأرض . ضياء النجم أكثر ب 12,300 مرة من الشمس ودرجة حرارته السطحية في حوالي 22400 كلفن . نصف قطره أكبر من الشمس ب 7.5 وكتلنه 10 أضعاف كتلة شمسية. ونظرا لكتلته فمن المرجح أن يكون قزم أبيض

## نجوم عربية أخرى
| الاسم العربي   | الاسم الإنجليزي  |
| -------------- | ---------------- |
| مؤخر يد الحواء | Epsilon Ophiuchi |
| مقدم يد الحواء | Delta Ophiuchi   |
| الكرسي         | Beta Eridani     |
| الذراع الأيمن  | Alpha Cephei     |
| آخر النهر      | Theta Eridani    |
| الفرق          | Cephei           |
| النسر الطائر   | Altair           |
| الغراب         | Delta Corvi      |
| اللسعة         | Upsilon Scorpii  |
| عرجة النهر     | Tau2 Eridani     |